# كارمن ألفاريز
كارمن ألفاريز سانشيز (من مواليد 24 فبراير 2003) هو لاعب كرة قدم إسباني يلعب كمهاجم لأتلتيكو مدريد.